# 31996 Goecknerwald
31996 Goecknerwald este un asteroid din centura principală de asteroizi.

## Descriere
31996 Goecknerwald este un asteroid din centura principală de asteroizi. A fost descoperit pe 29 aprilie 2000 la Socorro, New Mexico, în cadrul proiectului LINEAR. Asteroidul prezintă o orbită caracterizată de o semiaxă mare de 2,32 ua, o excentricitate de 0,13 și o înclinație de 6,1° în raport cu ecliptica.